# ドリームコリア
ドリームコリアは韓国政府が開設したウィキ方式の国家政策に対する広報および意見収集のためのウェブサイトである。

## 開設
未来計画委員会と大韓民国建国60年記念委員会、文化観光体育部が国民が政策樹立課程に参加できるように2008年10月8日に開設された。

## 構成
未来ビジョン百科（미래비전백과）と、わが街生活共感百科（우리동네생활공감백과）の構成になっており、未来ビジョン百科は未来韓国に対する政策意見を提示することができ、わが街生活共感百科は実生活での不便に対する意見を提示することができる。 

## 著作権
掲示された文章はクリエイティブコモンズ著作権表示-非営利-改変禁止2.0に従う。